# Fosfonopiruvato descarboxilasa
En enzimología, una fosfonopiruvato descarboxilasa (EC 4.1.1.82) es una enzima que cataliza la reacción química:
Por lo tanto, esta enzima tiene un sustrato, el fosfonopiruvato (PnPy), y dos productos, el fosfonoacetaldehído (PnAA) y CO2.
Esta enzima pertenece a la familia de las liasas, específicamente las carboxilasas, que escinden los enlaces carbono-carbono (C-C). El nombre sistemático de esta clase de enzimas es 3-fosfonopiruvato carboxi-liasa (formadora de 2-fosfonoacetaldehído). Esta enzima también se llama 3-fosfonopiruvato carboxilasa. Esta enzima cataliza un paso en la vía biosintética del 2-aminoetilfosfonato.
La enzima requiere de tiamina difosfato y Mg2+ como cofactores. También es activada por los cationes divalentes Mg2+, Ca2+ y Mn2+. El piruvato y el sulfopiruvato pueden actuar como sustratos, pero la reacción va más lenta. Esta enzima impulsa la reacción catalizada por la enzima fosfoenolpiruvato mutasa (EC 5.4.2.9), en la dirección termodinámicamente desfavorable de la formación de 3-fosfonopiruvato. Es el paso inicial en todas las principales vías biosintéticas de los productos naturales de fosfonato.